# Fernando Laforia
Fernando Laforia, vollständiger Name Fernando Darío Laforia García, (* 1. September 1987 in La Florida) ist ein uruguayischer Fußballspieler.

## Karriere
Der 1,91 Meter große Torhüter Laforia, Sohn des Murguista Luis „Sapo“ Laforia, durchlief die Jugendmannschaften von Nacional Montevideo bis zur Quinta División. Später wechselte er zu Centro Atlético Fénix, wo er 2005 unter Trainer Jorge „Culaca“ González als 17-Jähriger gegen Juventud in der Ersten Mannschaft debütierte. Auch in der Apertura 2006 und der Clausura 2007 stand er im Kader des Zweitligisten. 2007 folgte eine Karrierestation beim Club Atlético Rentistas. Spätestens ab der Apertura 2009 spielte er für River Plate Montevideo in der Primera División. Bei den Montevideanern, bei denen er von Trainer Eduardo Del Capellán zum Mannschaftskapitän ernannt wurde, absolvierte er in den Spielzeiten 2009/10, 2010/11 und 2011/12 12, 28 bzw. 30 Erstligapartien. Zudem lief er in zwei Begegnungen der Copa Sudamericana auf. 2013 wechselte er zu den Montevideo Wanderers, kam jedoch dort in der Saison 2012/13 nicht zum Einsatz. Zur Apertura 2013 wurde er als Abgang ohne Zielangabe geführt.
Anschließend beendete er – nach eigener Aussage gegenüber der Zeitung El Observador ermüdet von falschen Versprechungen durch Spielerberater und von der Unehrlichkeit des Profifußballs – im Alter von 26 Jahren zumindest vorerst seine Karriere zugunsten einer Tätigkeit als Murga-Sänger im uruguayischen Karneval. Rund drei Jahre später nahm er Ende Juli 2016 seine sportliche Laufbahn wieder auf und schloss sich dem Zweitligisten Club Atlético Atenas an. Für diesen absolvierte er in der Saison 2016 zwölf Zweitligaspiele.